# Cleora monodactylla
Cleora monodactylla är en fjärilsart som beskrevs av Fletcher 1953. Cleora monodactylla ingår i släktet Cleora och familjen mätare. Inga underarter finns listade i Catalogue of Life.